# أحكام الميم والنون المشددتين
 النون والميم المشددتان هي كل نون وميم مشددة تغن بمقدار حركتين.النون والميم المشددتان: عبارة عن حرفين مدغمين الأول ساكن والثاني متحرك؛ فالنون المشددة هي حرفا نون متواليان، الأول ساكن والثاني متحرك، وكذلك الميم المشددة هي حرفا ميم متواليان؛ الأول ساكن والثاني متحرك.
وهما ينقسمان إلى متصل ومنفصل، وحكمهما: وجوب الغنة فيهما.
قال الجمزوري في تحفة الأطفال:
«وغنَّ ميماً ثم نوناً شدداً *** وسم كلاً حرف غنةٍ بدا».
والغنة: هي صوت لذيذ له رنين، يخرج من الخيشوم، مركب في حرفي النون والميم، ولا بد أن تؤدى سلسة في نطقها وإخراجها، من غير تمطيط، ولا اعوجاج اللسان في الفم، ومن غير زيادة ولا نقص عن مقدارها المحدد لها.

## الحكم
يجب إظهار الغنة في كل من النون المشددة والميم المشددة بمقدار حركتين، ويسمى هذا الحكم: حرف غنة مشدد، لأن الغنة صفة لازمة للميم وللنون.
قال الجمزوري:

## الحرف المشدد
هو عبارة عن حرفين مدغمين الأول ساكن والثاني متحرك؛ فالنون المشددة هي حرفا نون متواليان، الأول ساكن والثاني متحرك، وكذلك الميم المشددة هي حرفا ميم متواليان؛ الأول ساكن والثاني متحرك.

## أقسام حرفي النون والميم المشددتين
النون والميم المشددتان قسمان: متصل ومنفصل.
فالمتصل: هو عبارة عن النون والميم المشددتين مع فتحة، أو كسرة، أو ضمة في كلمة واحدة لا يمكن فصلها عن بعضها، فصوره ست وهي:
1. النون المشددة المفتوحة في كلمة نحو: {إِنَّ}.
2. النون المشددة المكسورة في كلمة نحو: {إِنِّي}
3. النون المشددة المضمومة في كلمة نحو: {جَانٌّ}.
4. الميم المشددة المفتوحة في كلمة نحو: {أَمَّا}.
5. الميم المشددة المكسورة في كلمة نحو: {فَلِأُمِّهِ}.
6. الميم المشددة المضمومة في كلمة نحو: {وَأُمَّهُ}.

وأما المنفصل: فهو ما كان من كلمتين إذا اجتمعتا وجد التشديد والغنة، وإذا افترقتا ذهب التشديد، والغنة، نحو: {وَلَكُمْ ما كَسَبْتُمْ}.

## أحكام النون والميم المشددتين
وحكم النون والميم المشددتين: وجوب الغنّة فيهما، وتكون الغنة ظاهرةً بمقدار حركتين، ويسمّى حرف الغنّة مشددًا.
قد نصَّ المؤلفون في علم التجويد على حكم حرف الغنة المشدد، فقال الجمزوري في تحفة الأطفال:
«وغنَّ ميماً ثم نوناً شدداً *** وسم كلاً حرف غنةٍ بدا».
وقال ابن الجزري في مقدمته:
«وأظهر الغنة من نونٍ ومن *** ميمٍ إذا ما شددا وأخفين».

## تعريف الغنة
الغنة لغة: صوت أرن في الخيشوم. واصطلاحًا: هي صوت لذيذ له رنين، يخرج من الخيشوم، مركب في حرفي النون والميم.

## مراتب الغنة
للغنّة مراتب خمسة:
- المرتبة الأولى: مرتبة المشدد وتكون في النّون والميم المشددتين نحو: {منَّ، مَّا}، فحكم الحرف المشدد في هذه المرتبة الغنّة بمقدار حركتين، والغنّة في هذه المرتبة أكمل ما تكون في النّون؛ إذ إن الغنّة أصلٌ فيها، والغنّة في الميم فرع عنها. ويلحق في هذه المرتبة ما يأتي: غنّة الإدغام الكامل نحو: {من نّعمة}، وغنة الإدغام الشّفوي نحو: {لكم مّا}.
- المرتبة الثانية: مرتبة الإدغام الناقص وهي الغنّة النّاشئة من اجتماع النون الساكنة بأحد حروفي الإدغام النّاقص؛ (الواو والياء)، وتكون بمقدار حركتين، نحو: {من وَلي}.
- المرتبة الثالثة: مرتبة الإخفاء والغنّة في هذه المرتبة ناتجة عن اجتماع النون الساكنة بأحد حروف الإخفاء الحقيقي، وتكون الغنّة بمقدار حركتين تفخيمًا وترقيقًا حسب حالة الحرف الذي بعد النون الساكنة. ويلحق بهذه المرتبة ما يأتي: الإخفاء الشفوي: {همْ بارزون}، والإقلاب: {مِنْ بعد}.
- المرتبة الرابعة: مرتبة الساكن المظهر، وتكون في النون والميم الساكنتين المظهرتين والثابت هنا أصل الغنة فقط، نحو: {ينغضون}، {لهم فيها}، {صنوان}.
- المرتبة الخامسة: الغنّة في المتحرك المخفف، وتكون في النون والميم المتحركتين، سواءً أكانت الحركة أصلية أم عارضة، نحو: {مَريم}، {نَعيم}. فالغنة ظاهرة في المراتب الثلاثة الأولى تُغن بمقدار حركتين، وهي غير ظاهرة في المرتبتين الأخيرتين.[9]

## أداء الغنة
أما كيفية أدائها فإنها تؤدى غنة سلسة في نطقها وإخراجها، من غير تمطيط، ولا لوك [أي: بإعوجاج اللسان في الفم]، ومن غير زيادة ولا نقص عن مقدارها المحدد لها، والذي أشرنا إله آنفاً. تكثر في تلاوة الطلبة المبتدئين في تعلم أحكام التجويد عدة أخطاء عند تطبيق حكم حرف الغنة المشد، وهذه أهمها:
- التقصير أو المبالغة في الغنة، فإما أن يقرأها غير ظاهرة بمقدار حركة واحدة أو يبالغ في إظهار الغنة حتى تتجاوز الحركتين.
- إسقاط الغنة عند مجيء حرف الغنة المشدد آخر الكلمة، والصواب إثبات الغنة مع تسكين الحرف.
- الإتيان بالمد قبل الغنة، وربما كان مداً مع إمالة، فبدل أن يقرأ: {إِنَّا} يقول: إينّا، وبدل أن يقرأ {فَأَمَّا} يقول: فآمّا.

## موقع النون والميم المشددتين في الكلمة
الشدة تكون في وسط الكلمة وفي آخرها، ولا تقع في بداية الكلمة؛ بسبب سكون الحرف الأول عند التشديد؛ لأن العرب لا تبدأ بساكن، أما وضع الشدة على حرفي النون والميم في بداية الكلمة في القرآن؛ فهي علامة على الإدغام بغنة، وليس دلالة على وقوع حرف الغنة المشدد أول الكلمة، ومن أمثلة وضع الشدة على حرف الغنة بسبب الإدغام: {حَبْلٌ مِّن مَّسَدٍ}، {مِن نِّعمَةٍ}.

## في كتب التجويد
اهتمت كتب التجويد بشرح حكم النون والميم المشددتين؛ لأنَّ من صفات حرفي النون والميم الغنة، ومقدار الغنة في الحرف غير المشدد حركة واحدة، فلما وقع مشدداً احتاج القارئ إلى زيادة مقدار الغنة إلى حركتين. ومن الكتب التي تطرقت إلى هذه المسألة:
- هداية القاري إلى تجويد كلام الباري، عبد الفتاح المرصفي، مكتبة طيبة.
- العميد في علم التجويد، محمود بن علي (ت: بعد 1367هـ)، دار العقيدة.
- غاية المريد في علم التجويد، عطية قابل نصر.
- القول السديد في علم التجويد، على الله أبو الوفا، دار الوفاء.
- الميزان في أحكام تجويد القرآن، فريال العبد، دار الإيمان.